# Science Daily
Science Daily és un lloc web estatunidenc que agrega comunicats de premsa i publica comunicats de premsa lleugerament editats (una pràctica anomenada churnalism) sobre la ciència, similar a Phys.org i EurekAlert!.
El lloc va ser fundat pel matrimoni Dan i Michele Hogan el 1995; Dan Hogan anteriorment va treballar al departament d'afers públics del Jackson Laboratory per redactar comunicats de premsa. El seu model de negoci és vendre publicitat. A partir del 2010, el lloc va dir que havia crescut "d'una operació de dues persones a un negoci de notícies de ple dret amb els contribuents mundials", però, aleshores, es va quedar sense casa de Hogans, no tenia reporters i només publicacions de premsa reimpreses. El 2012, Quantcast la va classificar en 614 amb 2,6 milions de visitants dels EUA.